# Jarmila Kratochvílová
Jarmila Kratochvílová (anhörenⓘ; * 26. Januar 1951 in Golčův Jeníkov) ist eine ehemalige tschechoslowakische Leichtathletin. 1980 nahm sie an den Olympischen Spielen in Moskau teil.

## Werdegang
Am 26. Juli 1983 lief sie im Münchener Olympiastadion die 800 Meter in 1:53,28 min. Diese Leistung ist der älteste offiziell anerkannte und noch bestehende Freiluftweltrekord der Leichtathletik (Stand: 14. April 2025; älter sind nur Juniorenweltrekorde).
Außerdem stellte sie am 10. August 1983 in Helsinki mit 47,99 s einen Weltrekord über 400 Meter auf, wobei sie als erste Frau unter 48 Sekunden lief. Diese Zeit wurde seither nur einmal unterboten:
Marita Koch absolvierte am 6. Oktober 1985 die Stadionrunde in Canberra mit einer Zeit von 47,60 Sekunden.
Nachdem sie schon 1980 in Moskau eine olympische Silbermedaille gewonnen hatte, wurde sie 1983 in Helsinki Doppelweltmeisterin. An den Olympischen Spielen 1984 in Los Angeles konnte sie wegen des Boykotts der Ostblockstaaten nicht teilnehmen.
Jarmila Kratochvílová war nach ihrer aktiven Zeit als Trainerin aktiv und sie betreute u. a. das tschechische Nationalteam.

### Dopingvorwurf
Auf Grund ihres Körperbaus wurde ihr Doping nachgesagt. Auf Doping angesprochen, sagte sie im Jahr 2011 der FAZ, sie verstehe sich weder als Dopingopfer noch als eines der Politik. Sie sei zu nichts gezwungen worden. Einmal in der Woche habe sie Spritzen bekommen. Diese enthielten angeblich Vitamin B12.

## Größte Erfolge
- Olympische Spiele 1980 in Moskau: Silber über 400 m
- Weltmeisterschaften 1983 in Helsinki: Gold über 400 und 800 m, Silber in der 4 × 400-m-Staffel
- Halleneuropameisterschaften: Gold 1981, 1982, 1983 über 400 m sowie Gold 1984 über 200 m

## Auszeichnungen
- 1983: Europas Sportlerin des Jahres in der Umfrage der Presseagentur Polska Agencja Prasowa (PAP)
- 1983: Europas Sportlerin des Jahres in der Umfrage der Vereinigung der europäischen Sportjournalisten (UEPS)
- 2013: Verdienstmedaille 1. Klasse der Tschechischen Republik[4]